# Labouirat
Labouirat (en àrab البويرات, al-Buwīrāt; en amazic ⵍⴱⵡⵉⵔⴰⵜ) és una comuna rural de la província d'Assa-Zag, a la regió de Guelmim-Oued Noun, al Marroc. Segons el cens de 2014 tenia una població total de 2.128 persones La part meridional de la comuna és dins del Sàhara Occidental.